# Pittsburgh
|  | No s'ha de confondre amb Pittsburg. |

Pittsburgh és una ciutat de Pennsilvània, als Estats Units d'Amèrica, d'uns 2,5 milions d'habitants, situada a l'oest de l'estat, on els rius Monongahela i Allegheny conflueixen per a formar l'Ohio i constitueixen l'anomenat Golden Triangle (el Triangle Daurat), nucli de la ciutat i centre de negocis. Important nus de comunicacions.

## Geografia
Pittsburgh es troba en la part sud-oest de Pennsilvània i s'ha desenvolupat al voltant del lloc on els rius Allegheny i Monongahela s'uneixen per a formar el riu Ohio, i va ser construïda a partir de l'assentament original francès Fort Duquesne. És disputada entre els britànics i els francesos durant la Guerra dels Set Anys. En 1758 els francesos van abandonar Fort Duquesne i els britànics van construir un altre fort batejant-lo Fort Pitt, en honor del Primer Ministre William Pitt el Vell.

## Història
Des dels primers anys del segle xix, la proximitat de Pittsburgh i els principals jaciments de carbó a més de la seua excel·lent ubicació en el riu (el riu Ohio és plenament navegable i és un afluent del Mississippí) va fer de Pittsburgh una de les ciutats industrials més importants del món, sobretot en l'acer, el que li va donar el sobrenom de Steel City (Ciutat de l'Acer).
La seua economia va patir greus revessos en els anys 70, quan la indústria siderúrgica va entrar en crisi a causa de la recessió i la competència de productors fora dels EUA Així i tot Pittsburgh es veu menys afectada que altres ciutats d'Amèrica gràcies a una ràpida transformació en la direcció de serveis i tecnologia.

## Cultura
La ciutat té una cultura distinta, a causa de la seva ubicació, immigrants europeus, i història industrial.

### Menjar
El menjar més famós de Pittsburgh és l'entrepà al restaurant Primanti Brothers. Té amanida de col, patates fregides, bistec i formatge. Altres aliments únics són rotllos de col, pernil estellat i kielbasa.

### Dialecte local
El dialecte, que es diu Pittsburghese, és el resultat d'una barreja d'immigrants d'Europa central. La gent que parla Pittsburghese es diu els "Yinzers" a causa de la paraula "yinz" que és informal i vol dir "vosaltres." Paraules comunes són "slippy" (relliscós), "redd up" (netejar), "jagger bush" (arç) i "gumband" (banda elàstica). El dialecte té algunes similituds tonals a altres dialectes regionals a prop d'Erie i Baltimore, però es caracteritza pels seus ritmes staccatos.

## Esport
Pittsburgh està representada en les principals lligues professionals EUA:
- Els Pittsburgh Steelers (NFL - futbol americà) juguen en el Camp Heinz
- Els Pittsburgh Penguins (NHL - hoquei) juguen en el Consol Energy Center
- Els Pittsburgh Pirates (MLB - beisbol) juguen en el PNC Park
- Els Pittsburgh Panthers (NCAA - bàsquet i futbol americà) juguen en la Universitat de Pittsburgh.

## Persones notables
- Zachary John Quinto, actor.
- Philip Showalter Hench (1896-1965) metge, Premi Nobel de Medicina o Fisiologia de 1950.
- William Alfred Fowler (1911-1995) físic, Premi Nobel de Física de 1983.
- Clifford Shull (1915-2001) físic, Premi Nobel de Física de l'any 1994.
- Frances Arnold (1956 -) científica, Premi Nobel de Química de l'any 2018.
- Errol Garner (1921-1977), pianista de jazz.
- Antoine Fuqua (1966-), director de cinema.
- Andy Warhol (1928-1987), artista plàstic.
- Nan Merriman (1920-2012), mezzosoprano.